# Heide (Ohligs)
Heide ist eine Ortslage in der bergischen Großstadt Solingen.

## Lage und Beschreibung
Der Ort befindet sich zwischen der Bahnstrecke Düsseldorf–Solingen und dem Hermann-Löns-Weg im Westen des Solinger Stadtteils Ohligs. Der Ort bildet mit ehemals benachbarten Einzelhöfen und -häusern heute ein geschlossenes Wohngebiet nördlich der Ohligser Heide. Benachbarte Orte sind bzw. waren: Kovelenberg, Bauermannsheide, Dunkelnberg, Hassels, Engelsberger Hof und Verlach auf Solinger sowie Kalstert und Trotzhilden auf Hildener Stadtgebiet.

## Geschichte
Die Topographische Aufnahme der Rheinlande von 1824 verzeichnet nur drei unbenannte Einzelhäuser an der Stelle der heutigen Ortslage Heide. Die Charte der Bürgermeisterei Merscheid aus dem Jahre 1830 zeigt den Ort unbeschriftet in der Flur II. Kovelenberger Heide gelegen. Die Preußische Uraufnahme von 1844 verzeichnet bereits fünf unbenannte Wohnplätze. In der Hofacker-Karte von 1898 ist der mittlerweile zusammengewachsene Ort als Heide benannt. Heide gehörte zur Bürgermeisterei Merscheid, die 1856 zur Stadt erhoben und im Jahre 1891 in Ohligs umbenannt wurde. 
Die Gemeinde- und Gutbezirksstatistik der Rheinprovinz führt den Ort 1871 mit 30 Wohnhäuser und 179 Einwohnern auf. Im Gemeindelexikon für die Provinz Rheinland von 1888 werden 19 Wohnhäuser mit 148 Einwohnern angegeben.
Die Bahnstrecke Düsseldorf–Ohligs wurde auf dem Abschnitt von Hilden bis Ohligs im Jahre 1894 fertiggestellt. Sie zweigt bei Kottendorf von der Bahnstrecke nach Haan ab und führt nördlich an Heide vorbei. Seit 1979/80 dient sie ausschließlich dem S-Bahn-Verkehr, wird seit Dezember 2022 aber auch vom neuen Düssel-Wupper-Express befahren.
Mit der Städtevereinigung zu Groß-Solingen im Jahre 1929 wurde Heide ein Ortsteil Solingens. Der Ortsname Heide bezeichnete noch bis in die 1930er Jahre auf amtlichen Stadtplänen das gesamte Wohngebiet, zu dem sich die umgebenden Einzelhöfe und -häuser zu Beginn des 20. Jahrhunderts verdichteten. Heute befindet sich dort das geschlossene Wohngebiet am Rande der Ohligser Heide zwischen Hermann-Löns-Weg, Teichstraße und der Bahnstrecke. Nach dem Zweiten Weltkrieg wurde das Wohngebiet als Kovelenberg bezeichnet, seit dem amtlichen Stadtplan von 1980 ist kein Ortsname mehr verzeichnet. Der Ortsname Heide ist heute nicht mehr gebräuchlich, zumal er auch keinen Niederschlag in den örtlichen Straßennamen gefunden hat.